# Carmelo Comes
Carmelo Comes (Catania, 7 dicembre 1905 – Mascalucia, 16 luglio 1988) è stato un pittore e ceramista italiano.

## Biografia
Sin da piccolo fu attratto dal disegno e dalla pittura, ma soltanto all'età di diciassette anni riuscì ad acquistare un pacchetto di acquerelli con i quali si presentò al pittore Giuseppe Fichera.
Nel frequentare la Biblioteca Universitaria di Catania poté venire a conoscenza di dipinti di artisti tedeschi e di altre nazioni europee, relativi alla seconda metà del XIX secolo.
Nel frattempo, per mantenersi durante gli studi, si dedicò ai più svariati lavori facendo l'aiuto meccanico, il manovale nelle ferrovie, lo scrivano presso il catasto ed altre occupazioni del genere. Nel tempo libero dipingeva su supporti di fortuna che andavano dalla masonite al compensato, alla tavola di legno recuperata nelle discariche.
Si impiegò quindi presso un decoratore di soffitti, per potersi esercitare nella pittura, iniziando così un percorso che lo portò ad addentrarsi nell'arte che doveva poi accompagnarlo per il resto della sua vita.
Pian piano riuscì a farsi conoscere e i suoi dipinti cominciarono ad entrare nelle case della borghesia catanese. Ciò fece sì che venisse invitato alla VII e alla IX Quadriennale Nazionale d'Arte di Roma oltre che alla Biennale di Venezia (1950 e 1956).
Si dedicò poi all'insegnamento divenendo docente di decorazione pittorica presso l'Istituto Statale d'Arte di Catania.
Sue pitture murali si trovano presso il Palazzo degli Elefanti sede del Comune di Catania, al Palazzo della Borsa, nel Palazzo di Giustizia e al Palazzo delle Scienze dell'Università degli Studi di Catania (scena di Pitagora e figure allegoriche), oltre a diverse altre in edifici pubblici di Siracusa, Lentini ed altre città.
Alcune sue opere sono presenti presso il Galleria d'arte moderna Sant'Anna di Palermo ed il Museo Guttuso di Bagheria oltre che in collezioni pubbliche e private, sia in Italia che all'estero.